# JoWooD Entertainment
JoWooD Entertainment AG (dawniej JoWooD Productions Software AG) – austriacki wydawca gier komputerowych założony w 1995 roku przez Johanna Schilchera i Andreasa Toblera w Ebensee w Austrii (w późniejszym okresie siedzibę przeniesiono do Liezen). Firma utraciła płynność finansową w 2011 roku, po czym została przejęta przez spółkę Nordic Games.

## Gry wydane przez JoWooD Entertainment
- 1914: The Great War
- Against Rome
- Alien Nations
- Alien Nations 2
- Alpine Ski Racing 2007: Bode Miller vs. Hermann Maier
- Anderson & The Legacy of Cthulhu
- AquaNox 2: Revelation
- Arcania
- Arcania: Upadek Setarrif
- Archangel 2002 PCARX Fatalis
- Australia Zoo Quest
- Chaser
- Cold Zero: Ostatni sprawiedliwy
- Cultures 2: The Gates of Asgard
- Etherlords II: Second Age
- Europa 1400: The Guild
- Far West
- Fate of Hellas
- Freak Out: Extreme Freeride
- Genius DS: Equal Cards
- Gorasul: Legacy of the Dragon
- Gorky Zero: Fabryka Niewolników
- Gothic 3
- Gothic 3: Zmierzch bogów
- Gothic 3: The Beginning
- Gothic II
- Gothic II: Noc Kruka
- Haunted (2011)
- Hotel Giant
- Icehockey Club Manager
- Industry Giant II
- Industry Giant II: 1980 – 2020
- K-Hawk: Survival Instinct
- Kangurek Kao: Runda 2
- King of the Road
- Legend of Kay
- Mayday: Conflict Earth
- Michael Schumacher Racing World Kart
- My Little Flufties
- Panzer Elite
- Panzer Elite Action
- Panzer Elite Action: Dunes of War
- Powerboat GT
- Railroad Pioneer
- Rally Trophy
- S.W.I.N.E.
- Sam & Max: Season 1
- Santa Claus Jr. Advance
- Sąsiedzi z piekła rodem: Słodka zemsta
- Sąsiedzi z piekła rodem 2: Na wakacjach
- Semper Fidelis: Marine Corps
- Silent Storm
- Silent Storm: Sentinels
- Ski Racing
- Soccer Manager
- Soccer Manager Pro
- Soldner: Secret Wars
- Spaceforce Captains
- Spaceforce: Rogue Universe
- SpellForce: Zakon Świtu (rozszerzenia: SpellForce: Oddech Zimy, SpellForce: Cień Feniksa)
- SpellForce 2: Czas Mrocznych Wojen (rozszerzenia: SpellForce 2: Władca Smoków, SpellForce 2: Wiara w Przeznaczenie, SpellForce 2: Demony Przeszłości)
- The Guild 2
- The Guild 2: Piraci Starego Świata
- The Guild 2: Venice
- The Mark
- The Nations
- The Sting!
- Traffic Giant
- Transport Giant
- Transport Giant: Down Under
- Wildlife Park: Wild Creatures
- World War III: Black Gold
- Yetisports
- Yetisports Arctic Adventures
- ZAX The Alien Hunter[1]